# Скоробогач Оксана Орестівна
Окса́на Оре́стівна Скоробога́ч (нар. 5 квітня 1980, Чернівці) — український художник-графік.

## Біографічна довідка
Народилась 5 квітня 1980 року в Чернівцях. Донька заслуженого художника України Ореста Криворучка. 
Навчалася в дитячій художній школі (клас художниці Олени Михайленко), яку закінчила 1995 року. Потім вступила до педагогічного училища імені Осипа Маковея. Далі навчалася у Вижницькому коледжі прикладного мистецтва імені В. Ю. Шкрібляка.
За фахом — художник-педагог, бакалавр образотворчого мистецтва.

## Творча діяльність
Опанувала різноманітні техніки, зокрема олійний живопис, графіку (лінорит, офорт, туш пером, інкорель), батік.
Книжкові мініатюри Оксани Скоробогач побували на вернісажах у Франції (до 100-річчя Поля Верлена, 1996), Бельгії (1996), Польщі (1996, 1997, 1998, 1999, 2000, 2007), Аргентині (1997), Японії (1998), Гонконзі (1999), Люксембурзі (1998), Італії (тема — Леонардо да Вінчі, 2000).

## Нагороди
Здобула перемогу (диплом і медаль) в Казахстані на виставці, присвяченій 100-річчю від дня народження першого професійного казахського композитора Ахмета Жубанова.